# 한국대학당구연맹
한국대학당구연맹(韓國大學撞球聯盟, Korea Collegiate Billiards Federation, KCBF)은 대한민국의 대학 당구를 관할하는 스포츠 행정 기구이다.

## 같이 보기
- 대한당구연맹
- 프로당구협회